# دوك دي باسترانا (محطة مترو أنفاق مدريد)
دوك دي باسترانا (بالإسبانية: Duque de Pastrana)‏ هي محطة مترو أنفاق في مدريد في إسبانيا، تقع على الخط رقم 9.